# Mara Gae
Mara Gae (n. 14 septembrie 2005) este o jucătoare română de tenis.
Gae și partenera ei, Anastasiia Gureva, au câștigat titlul la dublu fete la US Open 2023, învingându-le în finală pe Sara Saito și Nanaka Sato.